# Scheveningen

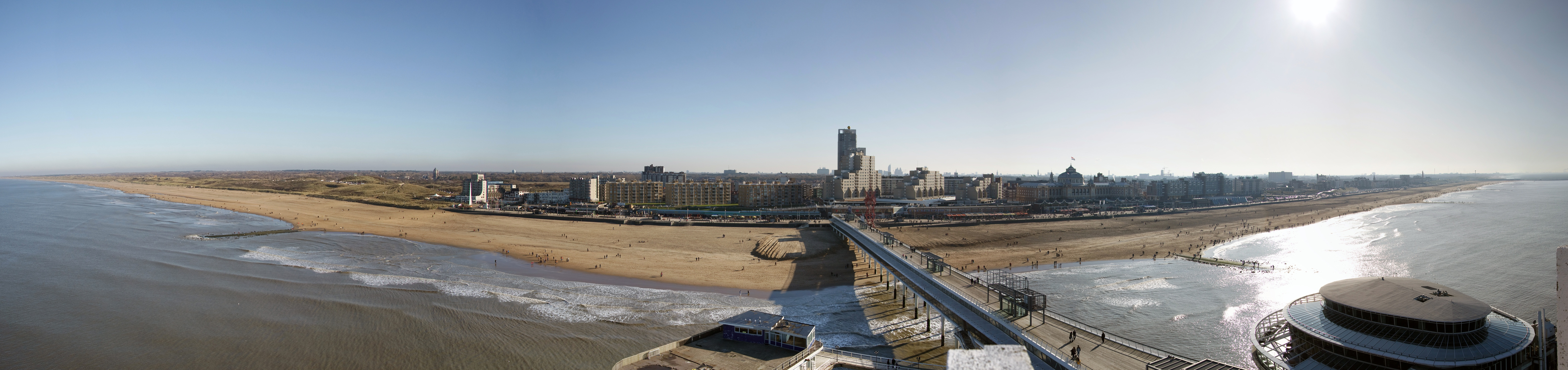
Scheveningen – Panorama von der Seebrücke aus

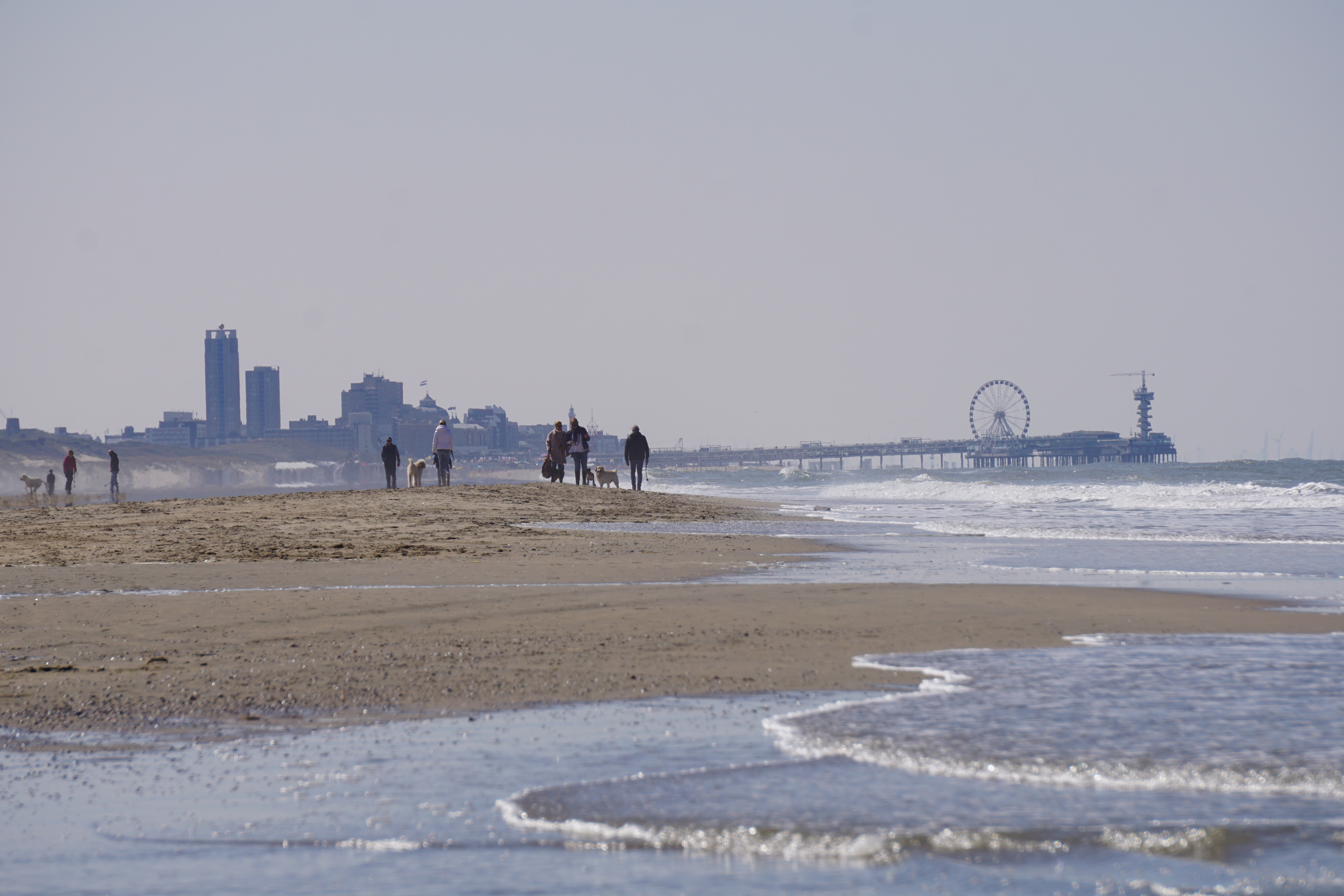
Seebrücke aus der Ferne

Scheveningen [ˈsxeːvənɪŋə(n)] (anhörenⓘ) ist ein Stadtbezirk Den Haags, sechs Kilometer vom Zentrum entfernt. Von einem kleinen Fischerdorf hat es sich zum größten Seebad der Niederlande entwickelt.
Scheveningen besitzt einen Fischerei-Hafen und eine lange Strandpromenade mit Geschäften, Restaurants, Sonnenterrassen und einem Aquarium. Hauptattraktionen sind die Miniaturstadt Madurodam sowie eine 381 m lange Seebrücke mit Aussichtsturm und Riesenrad. Das Museum Beelden aan Zee zeigt moderne Skulpturen, auch auf einer Freifläche entlang des Boulevards. Das Kurhaus am Strand wurde 1884–85 erbaut und steht unter Denkmalschutz. Das Holland Casino betreibt hier eine Filiale. Ein beliebter Radweg führt vom nördlichen Ende Scheveningens nach Katwijk (etwa zwölf Kilometer). Von dort kann man auch weiter an der Küste nach Noordwijk und Zandvoort fahren.
Unmittelbar an die nordöstliche Stadtteilgrenze schließen sich die Dünengebiete Oostduinpark und Meijendel an; im Südwesten liegt in Richtung Kijkduin mit dem Westduinpark ein weiteres Dünengebiet mit vorgelagertem Sandstrand.
Scheveningen ist vom Zentrum Den Haags über mehrere Straßenbahnlinien erreichbar.
Das Wort Scheveningen ist ein beliebtes niederländisches Schibboleth.

## Geschichte

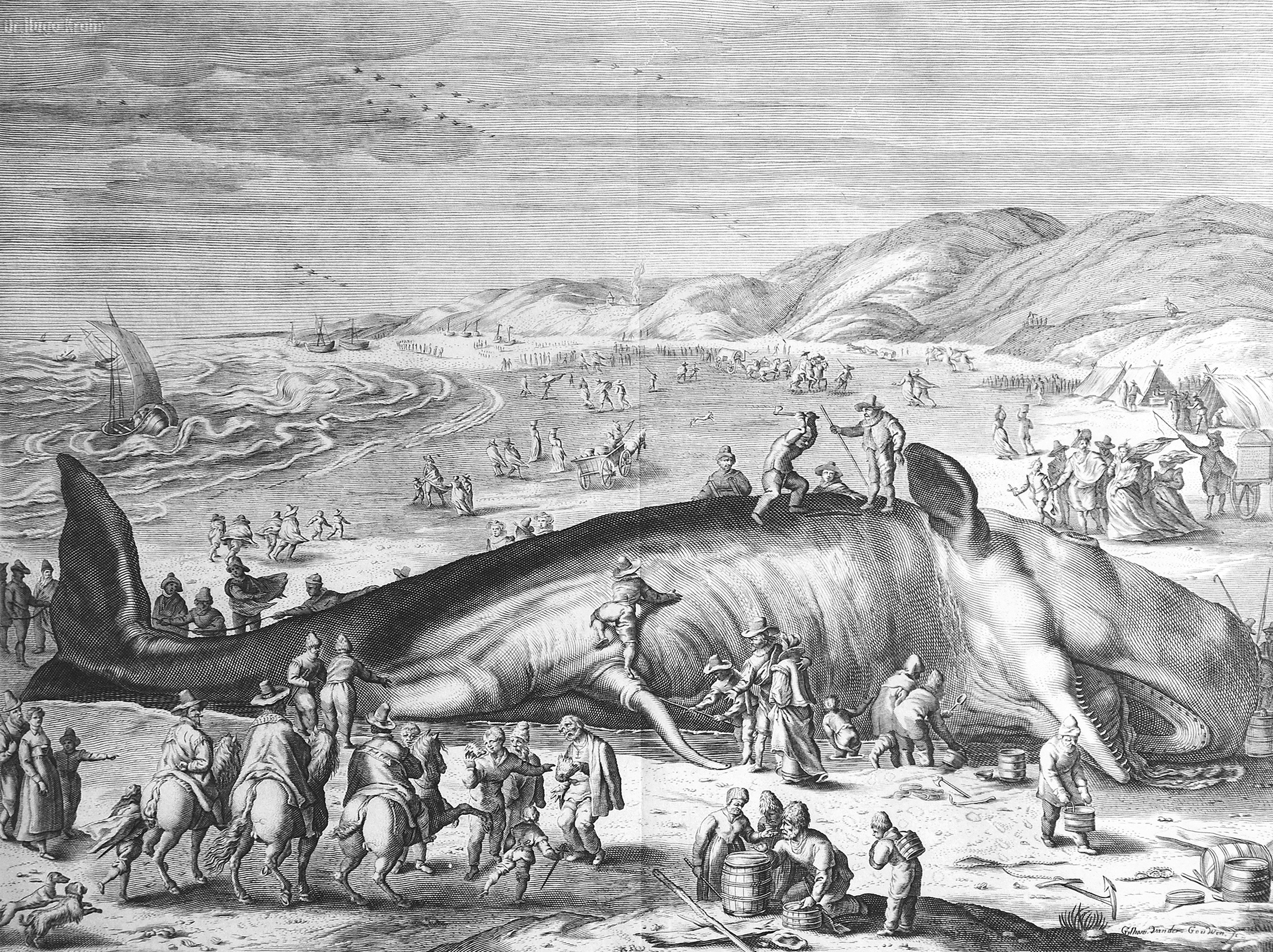
Am 3. Februar 1598 strandete dieser 20 Meter lange Wal an der Küste zwischen Scheveningen und Katwijk

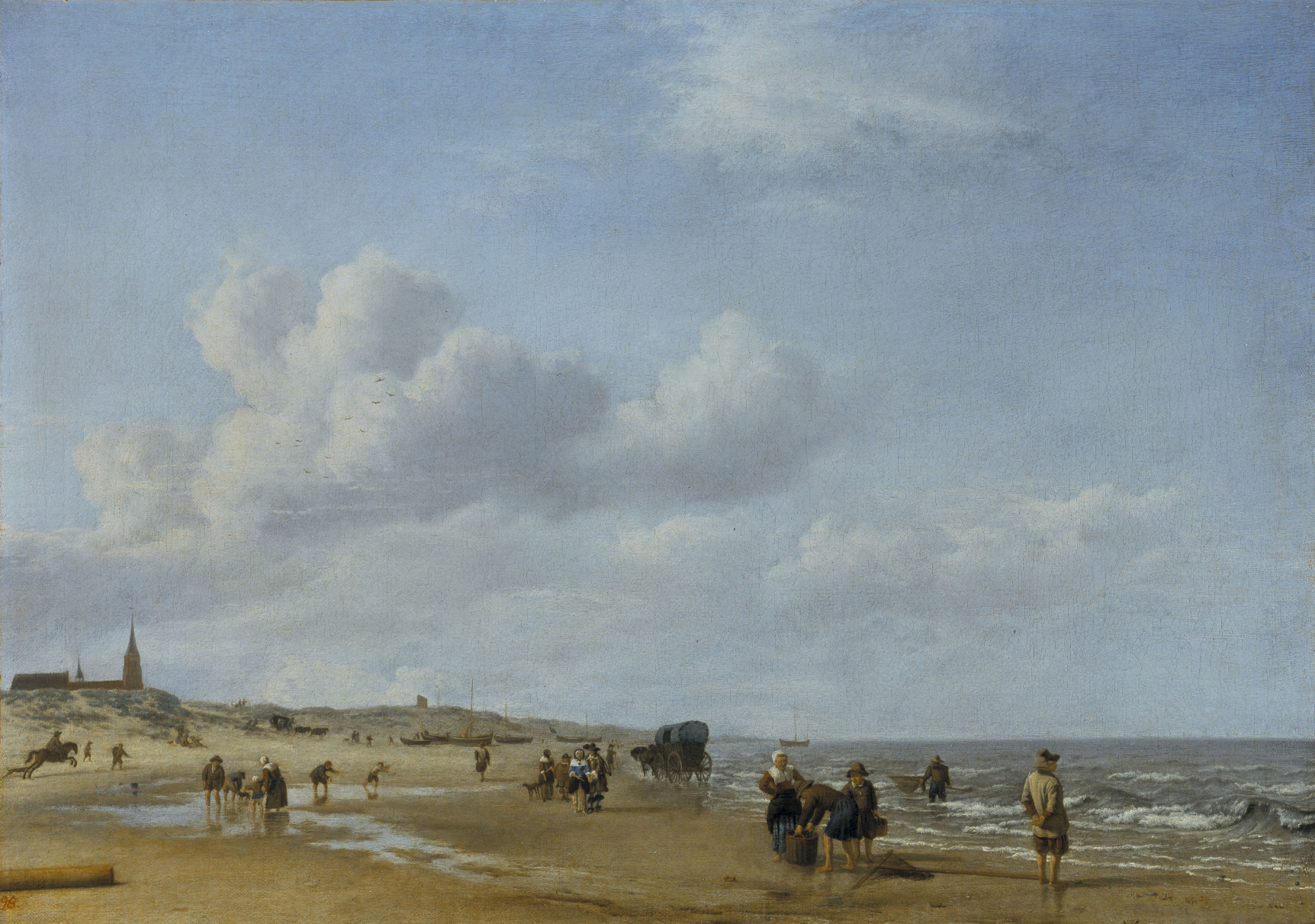
Der Strand von Scheveningen, Adriaen van de Velde (1658)

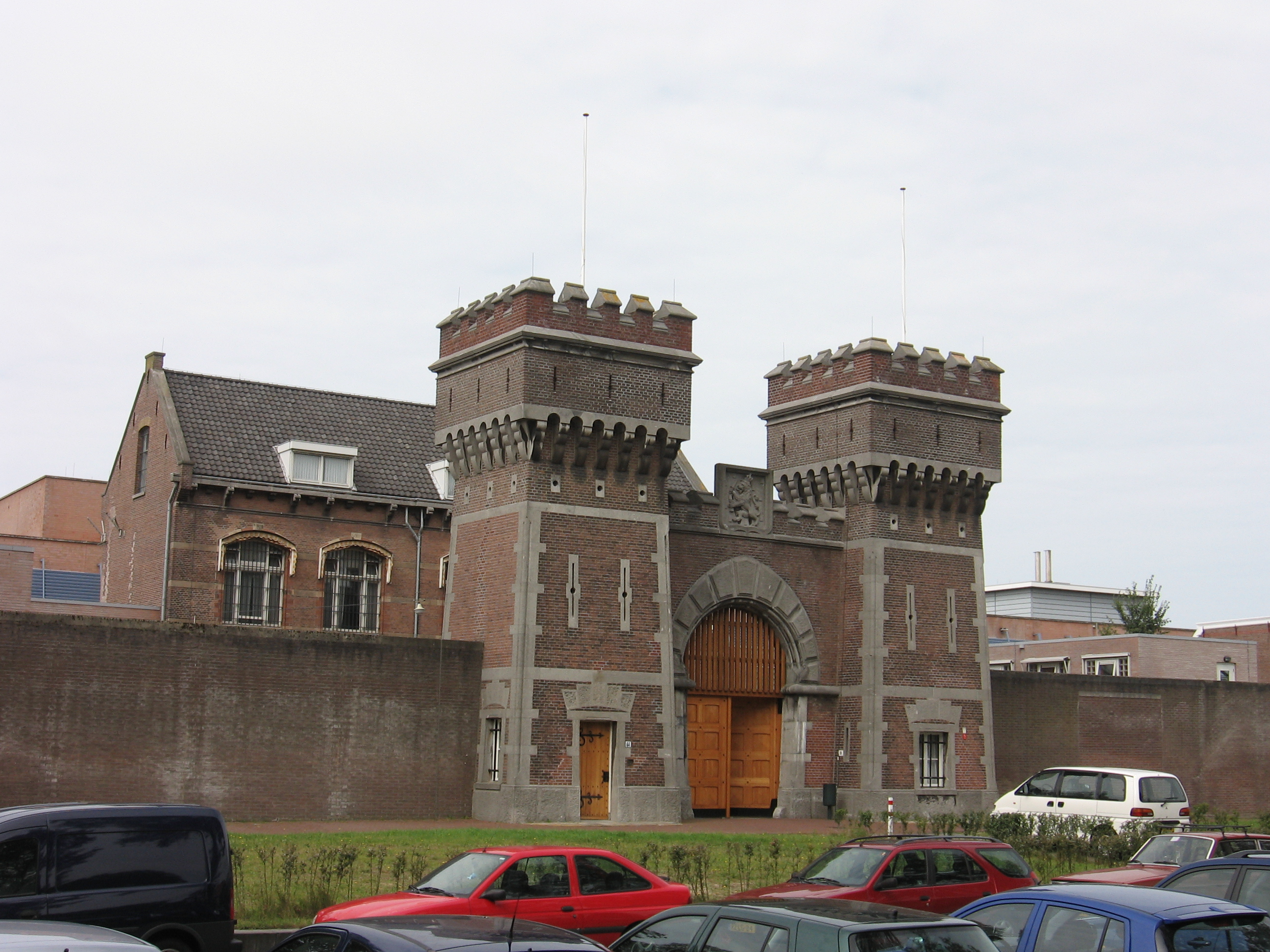
Gefängnis

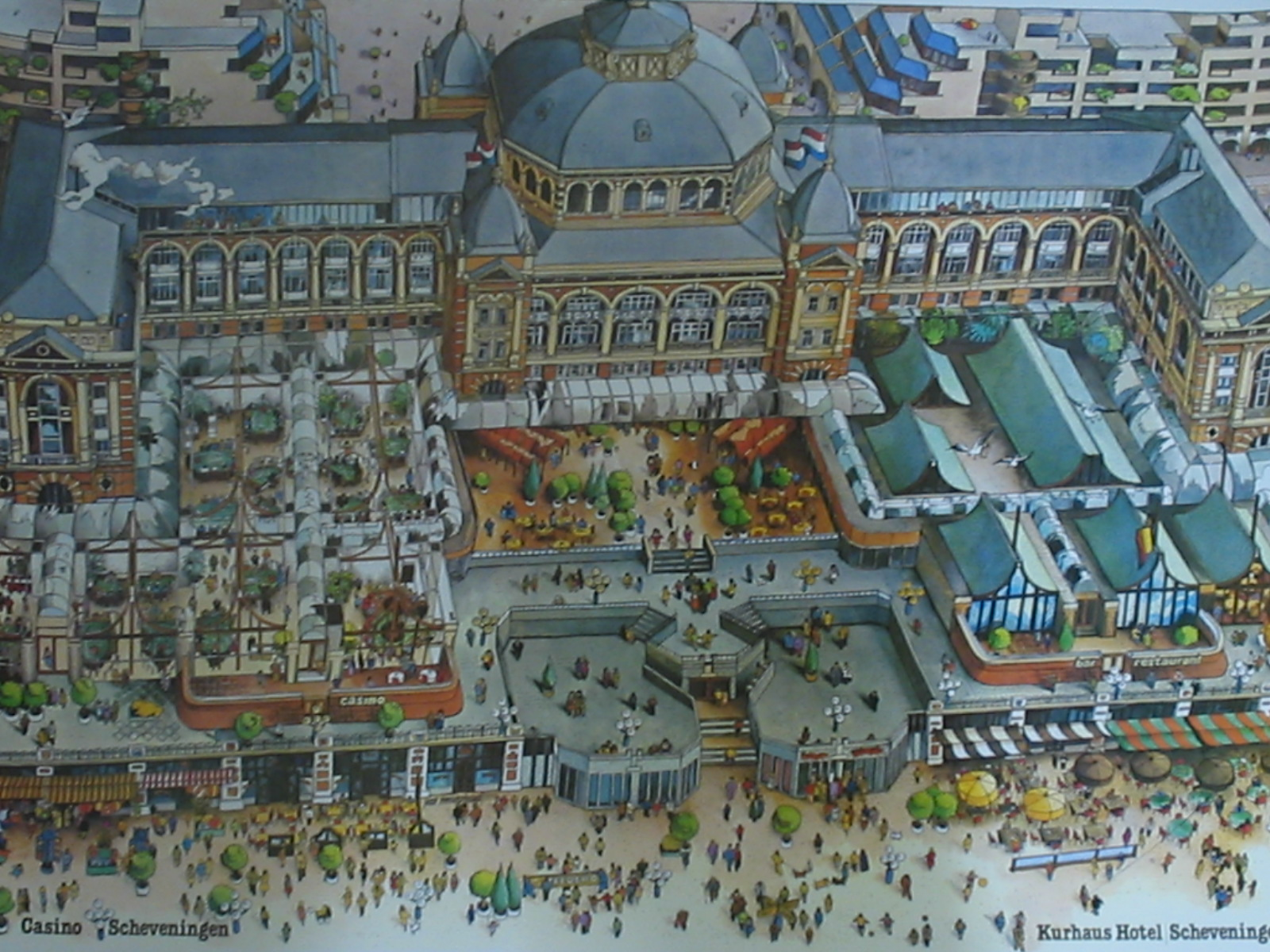
Kurhaus

Der Zeitraum der ersten Besiedlung des Ortes Scheveningen ist unbekannt. Das Suffix -ingen weist, wie bei anderen niederländischen Orten, auf eine Gründung im 10. oder 11. Jahrhundert hin. Erstmals in einem Register wird im Jahre 1284 das Land der Scheveningen als die Sceveninghe terram erwähnt. Im Laufe des 13. Jahrhunderts etablierte sich die Residenz der Grafen von Holland im benachbarten Den Haag. Die steigende Nachfrage nach Fisch führte dazu, dass sich zunehmend mehr Fischer an der nächstgelegenen Küste niedergelassen hatten. Eine gräfliche Entscheidung im späten Mittelalter führte dazu, dass Scheveningen bis heute nicht unabhängig werden konnte, jedoch stets mit einem Sitz im Stadtrat von Den Haag vertreten war.
Das Dorf Scheveningen wurde wiederholt durch Hochwasser zerstört. Bei der Allerheiligenflut im Jahr 1570 verschwand das halbe Dorf in den Wellen. Im Jahr 1640 gab es nach einer Volkszählung 917 Menschen in dem Ort, die 200 Häuser bewohnten, darunter 250 in der Fischerei tätige Personen. 1653 fand die Seeschlacht bei Scheveningen statt. Der Ort hatte, wie die anderen Gemeinden entlang der holländischen Nordseeküste mit den ausladenden flachen Sandstränden, keinen Hafen. Die Fische mussten bis Mitte des 19. Jahrhunderts auf See in kleine Bomschuit umgeladen werden. Der Bau der ersten geschützten Hafenanlage wurde notwendig, nachdem man sich zunehmend auf die Treibnetzfischerei von Heringen konzentrierte und die Fangergebnisse deutlich steigern konnte. Das Fischerdorf des 19. Jahrhunderts ist auf einem Gemälde von 120 m Umfang im Panorama Mesdag in der Zeestraat 65, Den Haag zu sehen.
Der Aufstieg Scheveningens zum Badeort hing mit der Grand Tour im 17. und 18. Jahrhundert zusammen. Den Haag war eine der Stationen, vor dort führte eine schöne Allee nach Scheveningen und direkt zum Meer. Das wilde Meer bildete einen reizvollen Kontrast zu den wohlgeordneten niederländischen Städten. Gabriel-François Coyer, Samuel Ireland, Ann Radcliffe und andere lobten diesen Ausflug.
1818 eröffnete das erste Badehaus. Es handelte sich um ein kleines hölzernes Gebäude mit einem kleinen Warteraum und vier Badezimmern mit Meerblick. Schon 1820 wurde es durch ein Gebäude aus Stein ersetzt, das 1828 durch eine größere Anlage mit einem Haupthaus und zwei Seitenflügeln erweitert wurde. Das bislang städtische Badehaus wurde in ein Hotel umgewandelt und 1884 mit dem neuen Kurhaus gekrönt. Dieses Gebäude im Stil der italienischen Renaissance brannte am 1. September 1886 ab, wurde aber sofort wieder aufgebaut. Seither wuchs die Zahl der Gäste stets an und zahlreiche neue Hotels entstanden entlang der Küste. Von 1907 bis 1953 war Scheveningen die Endstation der Hofplein-Eisenbahnlinie, die mit dem Aufkommen des Straßenverkehrs und Ausbau des Straßenwesens unrentabel und eingestellt wurde.
Scheveningen wurde während des Zweiten Weltkriegs, wie viele andere Orte an der Nordsee, zum Sperrgebiet erklärt und 1942 evakuiert. Die Deutschen befürchteten eine Invasion über die Nordseeküste und beschlossen den Bau des Atlantikwalls, der vom Nordkap bis zur französisch-spanischen Grenze reichen sollte. Ein Großteil der Gebäude wurde abgerissen und durch Steinwälle und Schützengräben ersetzt. An der Promenade wurde eine massive Betonwand, jenseits der Bebauung Wassergräben, als Panzersperren errichtet. In Scheveningen befand sich ein Gefängnis (Penitentiaire Instelling Haaglanden), das unter dem Namen Oranjehotel von 1940 bis 1945 als Ort bekannt war, in dem die Gestapo Widerständler inhaftierte. Heute ist es wieder die Penitentiaire Inrichting Haaglanden für 1000 Gefangene. Hier befindet sich auch die United Nations Detention Unit, das Gefängnis des UN-Kriegsverbrechertribunals und des Internationalen Strafgerichtshofes. Dieses Gefängnis dient als Anstalt für die Vollstreckung der Untersuchungshaft gegen die Angeklagten beider Gerichtshöfe.
Heute ist Scheveningen ein international renommierter Ferienort mit zwanzig größeren Hotels, Kurhaus, Holland Casino, Fischerei, Hafen und damit für viele Tagesausflügler und zahlreiche ausländische Touristen ein Reiseziel. Einmal im Jahr wird ein Sandskulpturen-Wettbewerb veranstaltet. Weit über die Grenzen hinweg ist das Neujahrsschwimmen bekannt, das seit 1951 durchgeführt wird und an dem über 10000 überwiegend junge Menschen teilnehmen.

## Kultur und Sehenswürdigkeiten

### Sehenswürdigkeiten
- Oude Kerk (Alte Kirche): Spätgotische reformierte Kirche aus dem 15. Jahrhundert.
- Kurhaus Scheveningen
- Miniaturpark Madurodam
- Sea Life Scheveningen[6][7]
- Westbroekpark[8]
- Der Strand[9]
- Der Pier[10]
- Riesenrad Skyview
- Der Hafen[11]

### Museen
- Muzee Scheveningen[12][13]
- Atlantikwall Museum Scheveningen[14]
- Museum Beelden aan Zee
- Panorama Mesdag in Den Haag: Panorama-Gemälde von 1881 mit Aussicht auf den Strand und den Badeort Scheveningen

## Galerie

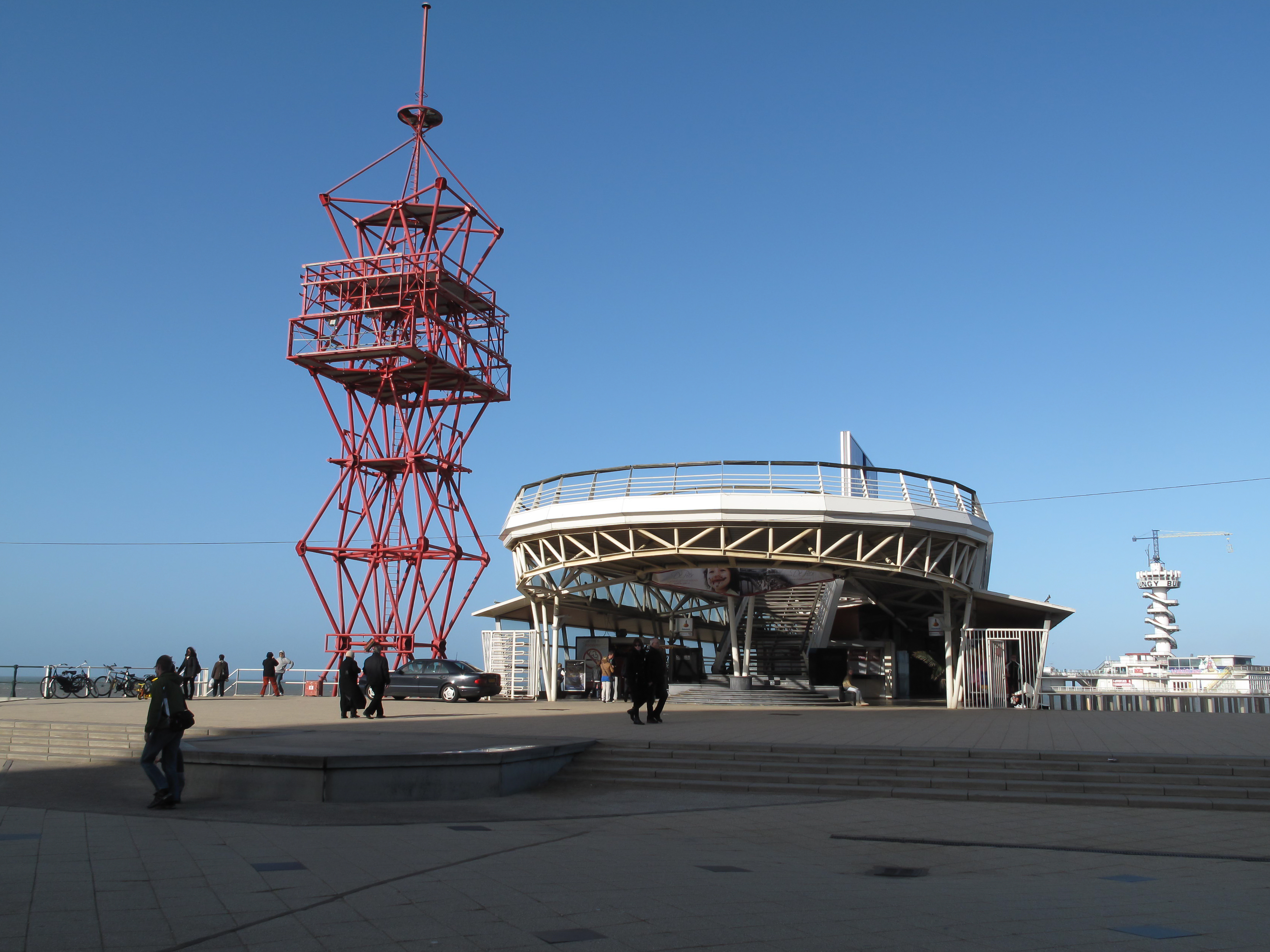
Eingang der Seebrücke
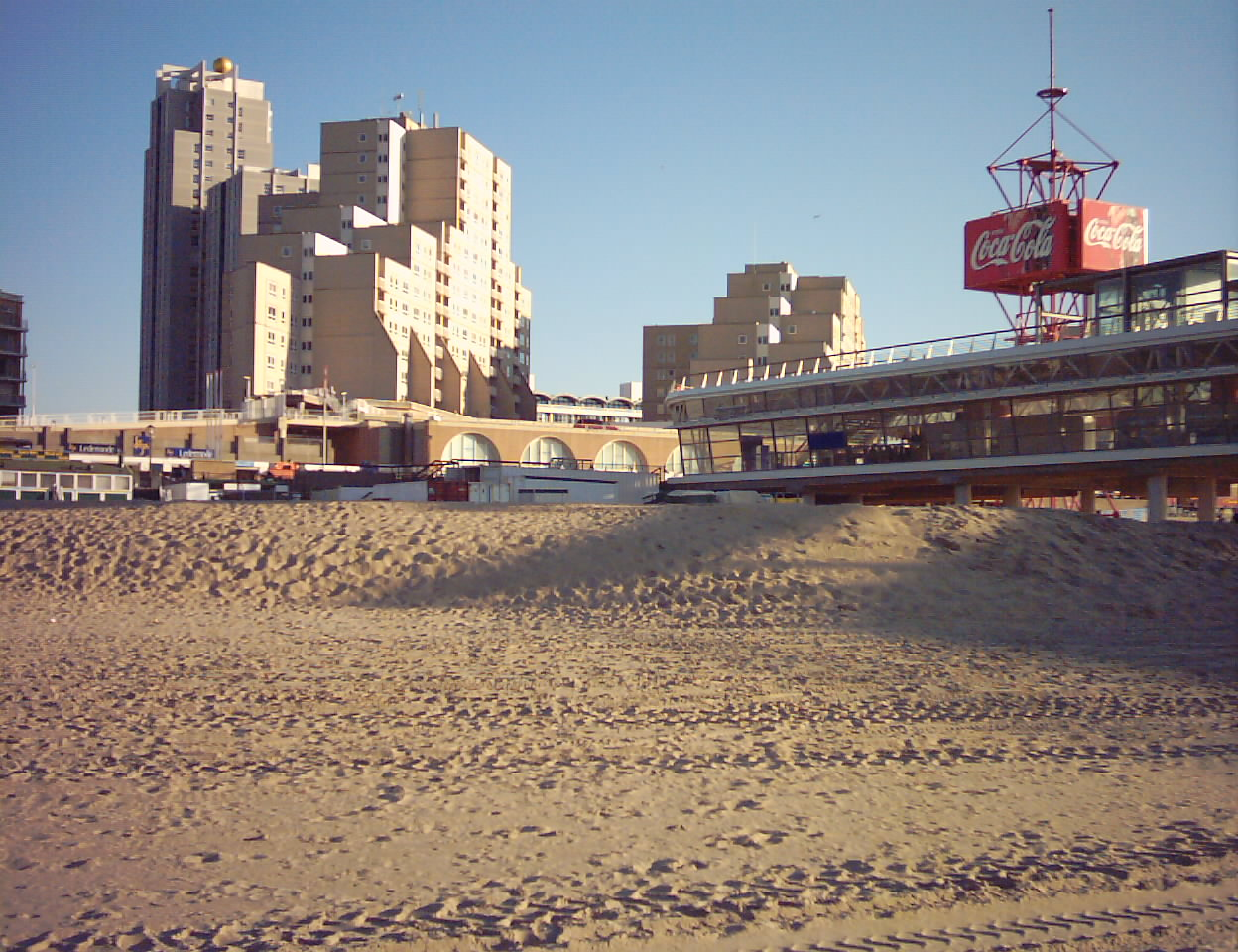
Ortsbild vom Strand aus gesehen
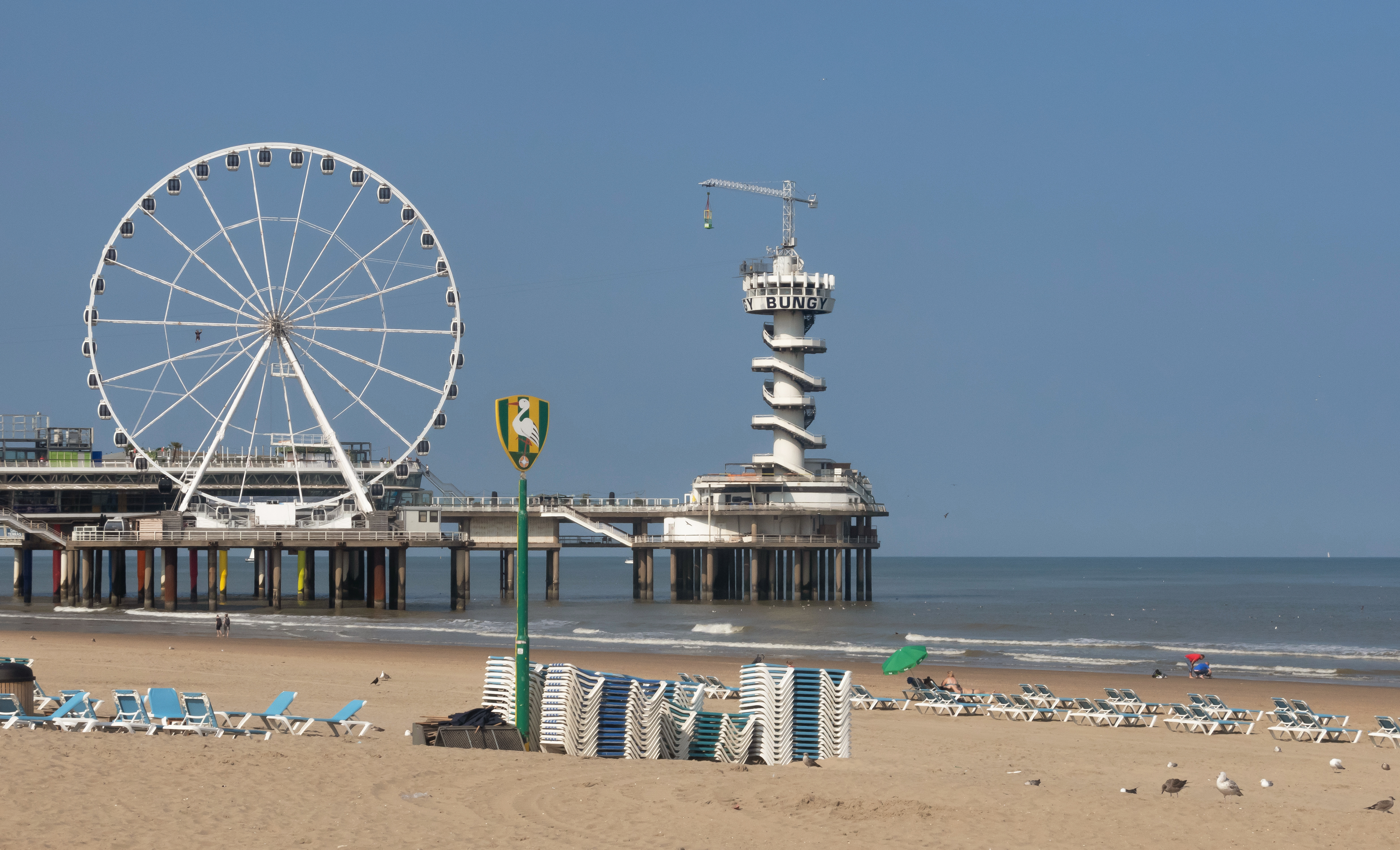
Pier
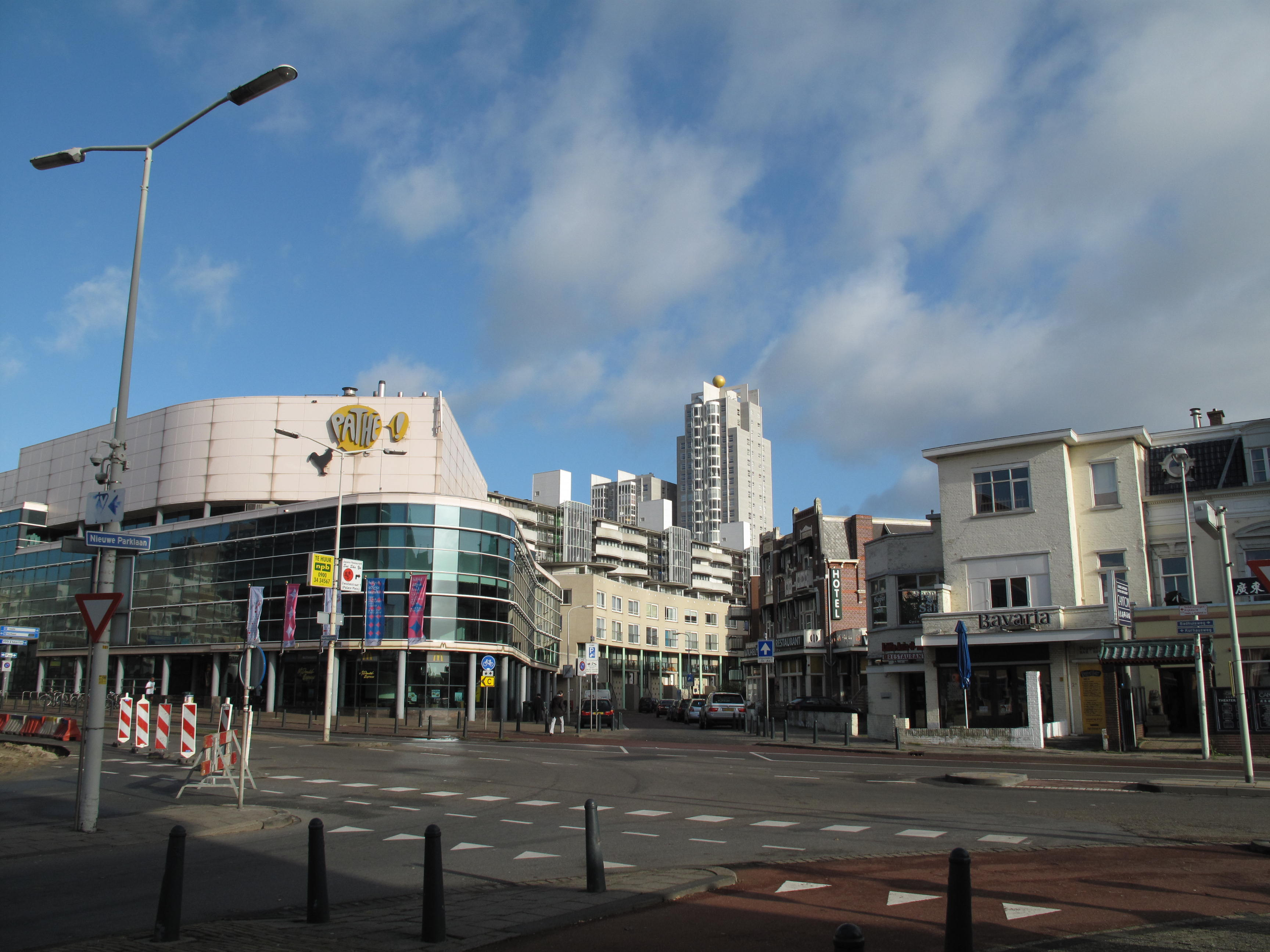
Straße am Kurhaus
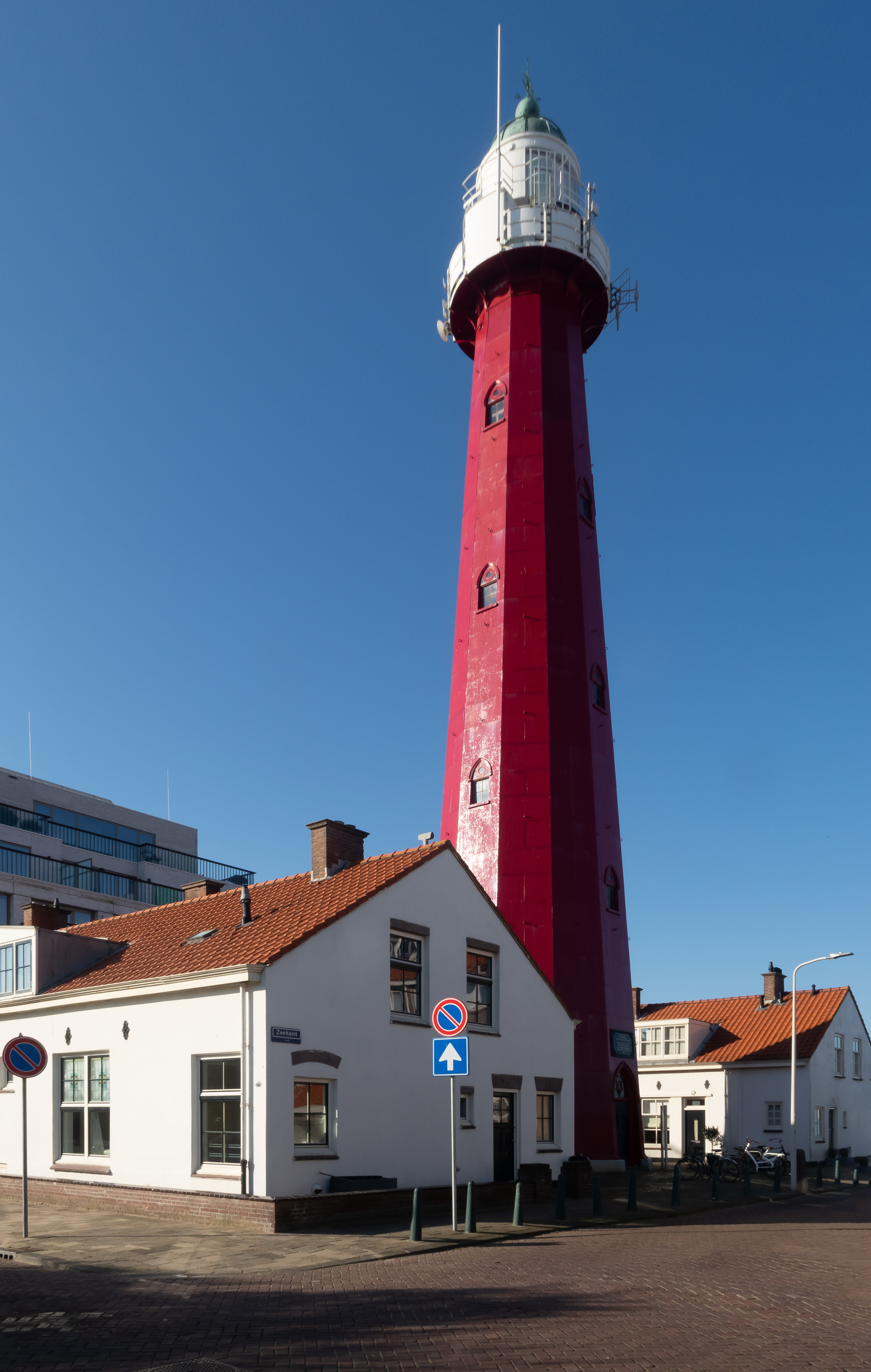
Leuchtturm
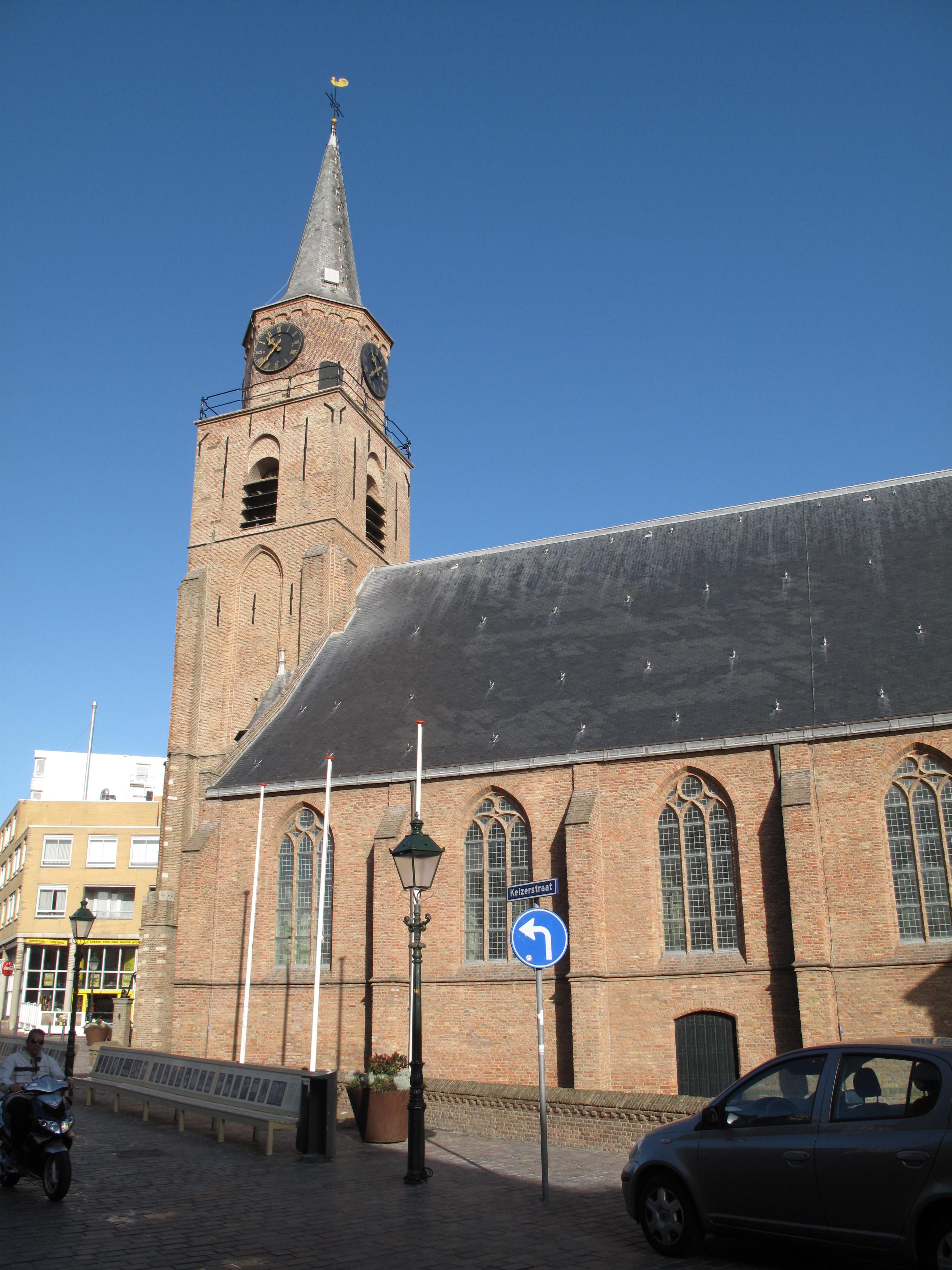
Alte Kirche (Oude Kerk)
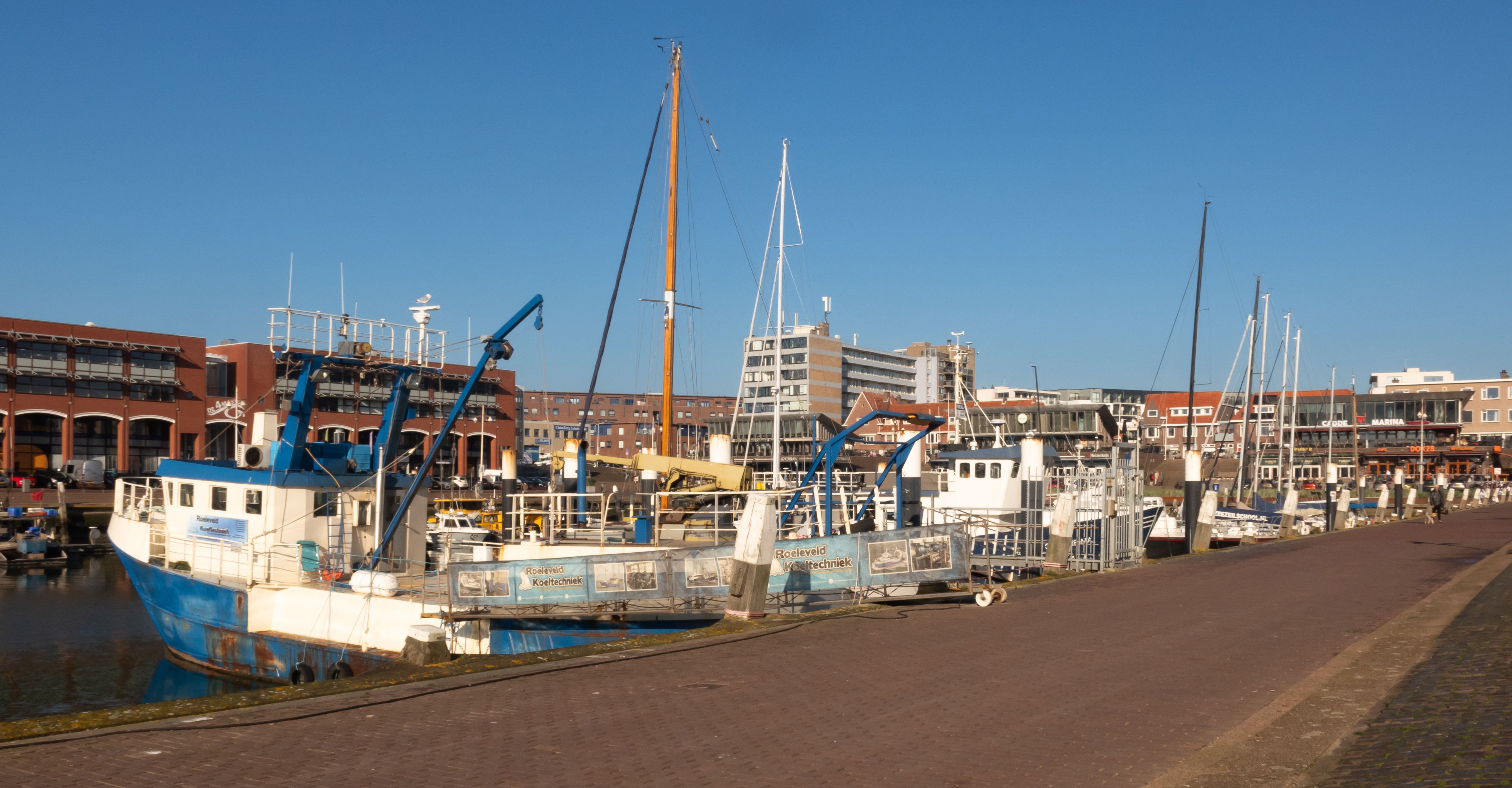
Tweede Haven
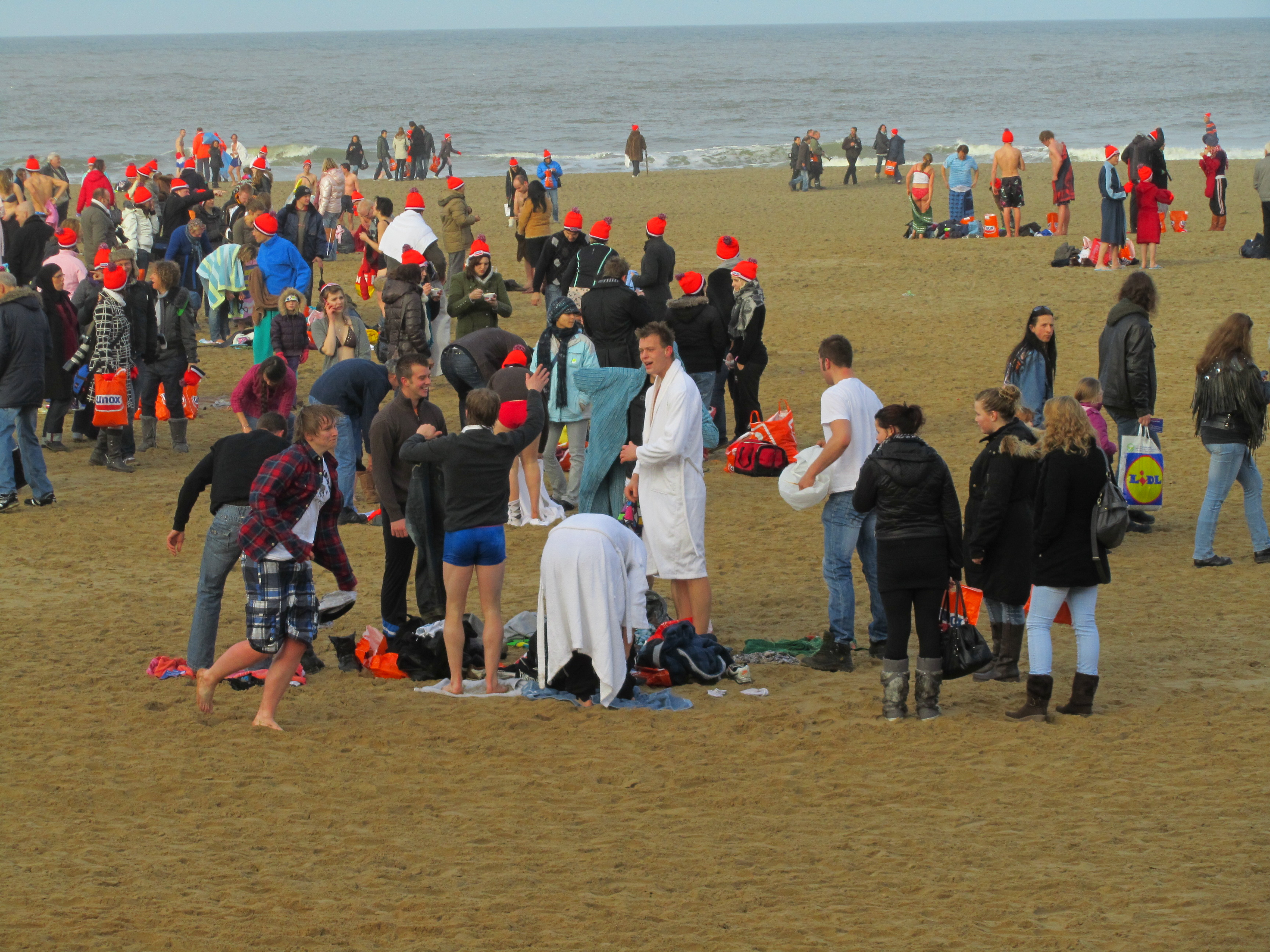
Neujahrsschwimmen

## Söhne und Töchter von Scheveningen
- Adriaen Coenen (1514–1587), nordholländischer Fischhändler mit Interesse an Biologie
- Isaac Sailmaker (um 1633–1721), Maler der Barockzeit
- Adri Pieck (1894–1982), Malerin
- Jan Postma (1895–1944), Kommunist
- Samuel Elzevier de Jongh (1898–1976), Pharmakologe
- Frits van Dongen, gebürtig Hein van der Niet (1901–1975), Schauspieler
- Jan van Baal (1909–1992), Ethnologe und Gouverneur von Niederländisch-Neuguinea (1953–1958)
- Louis Joseph Moyse (1912–2007), französischer Flötist und Komponist
- Hubertus Brouwer (1919–1980), Maler, Grafiker, Glas-, Mosaik- und Keramikkünstler
- Maarten Vrolijk (1919–1994), Journalist, Dichter und Politiker (PvdA)
- Hans Heinrich Thyssen-Bornemisza de Kászon (1921–2002), Unternehmer und Kunstsammler
- Jon van Rood (1926–2017), Immunologe
- Jan Pronk (* 1940), Politiker und Diplomat
- Theo Jansen (* 1948), Künstler
- Bert Pronk (1950–2005), Radrennfahrer
- Romy Haag (* 1951), Sängerin, Tänzerin und Schauspielerin
- Tim Smit (* 1954), britischer Geschäftsmann, Musikproduzent, Gartenbauer und Archäologe
- Dick Jol (* 1956), Fußballschiedsrichter
- Frédérique Huydts (1967–2006), Schauspielerin
- Omar Rekik (* 2001), tunesisch-niederländischer Fußballspieler

## Sonstiges
Eine Schach-Eröffnungsvariante der Sizilianischen Verteidigung ist nach dem Ort benannt.